# Trnovany (Teplice)
Trnovany (německy Turn) jsou část statutárního města Teplice. Nachází se na severovýchodě Teplic. Trnovany leží v katastrálním území Teplice-Trnovany o rozloze 5,32 km².

## Historie

### Nejstarší dějiny
První písemná zmínka o vesnici pochází z doby okolo roku 1057, a je tedy nejstarší zmínkou o pozdějších Teplicích: „Orná půda v Trnovanech a s ní i včelař Těšek“. Jde o přepis pamětního záznamu o obdarování litoměřické kapituly z roku 1057.[zdroj?] Trnovany skutečně dlouho zůstávaly zemědělskou vesnicí s usedlostmi soustředěnými kolem návsi, která bývala v místech ulice U Červeného kostela, a s několika rybníky. Mezi Trnovany a Teplicemi stával knížecí pivovar.

### Devatenácté století
Od poloviny 19. století se charakter obce začal prudce měnit. Zavedení železnice, dostupnost uhlí a volné plochy sem přilákaly mohutný průmysl, za kterým se stěhovali i noví obyvatelé – jejich počet během čtyřiceti let stoupl desetinásobně.

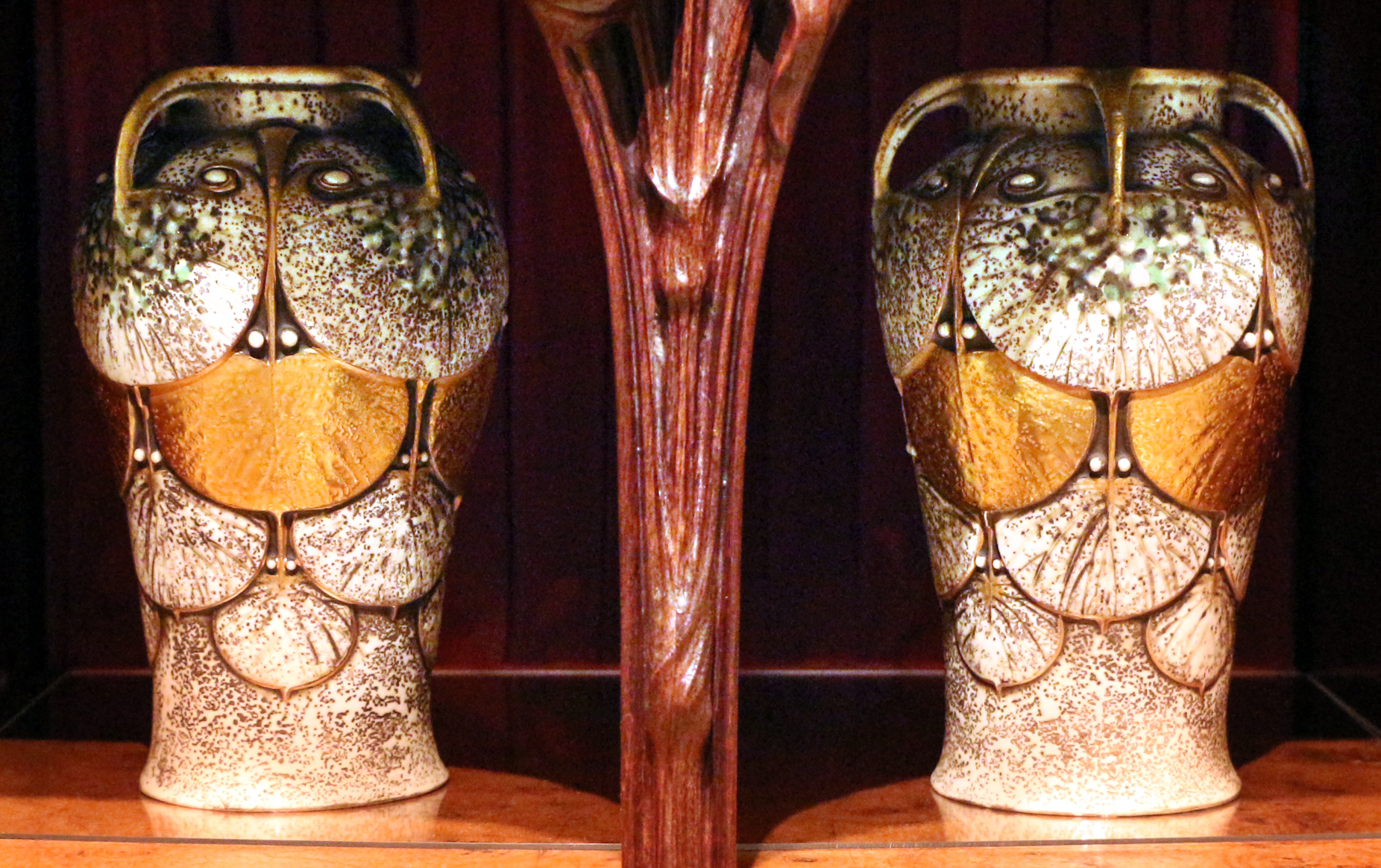
Louis Majorelle, Porcelánové vázy, Trnovany 1905–1910 (Muzeum umění Indianapolis)

První manufakturu na keramiku založil roku 1876 durynský podnikatel Alfred Stellmacher, který prošel různými provozy včetně pražské porcelánky. Továrnu na luxusní keramiku a porcelán Amphora Werke založili roku 1892 Hans Rießner, Karl Rießner, Eduard Stellmacher (Alfrédův syn) a Rudolf Kessel. Roku 1894 ji vlastnili Ernst Wahliss a jeho synové, kteří ji prezentovali také jako pobočku vídeňské firmy. Prováděli návrhy předních evropských výtvarníků. Pod názvem Alexandra Porcelain Works byla továrna všestranně rozšířena, kolem roku 1900 již zaměstnávala 300 zaměstnanců a měla své zastoupení ve Vídni, v Berlíně i v Londýně. Roku 1910 byla továrna přejmenována na Amphora-Werke Riessner. Figurální keramika i vázy značky Serapis v secesním stylu se odtud vyvážely do celého světa a dodnes jsou ceněným sběratelským artiklem. Roku 1924 byla továrna převedena na akciovou společnost, roku 1945 znárodněna a dosavadní výrobní program ukončen. Roku 1952 se její objekty staly skladištěm uhlí a provoz byl převeden do Teplic. Druhou keramickou dílnu zde zřídila znojemská firma Ditmar & Urbach, až do druhé světové války vyráběla i na export, například pro americkou společnost Erphila.

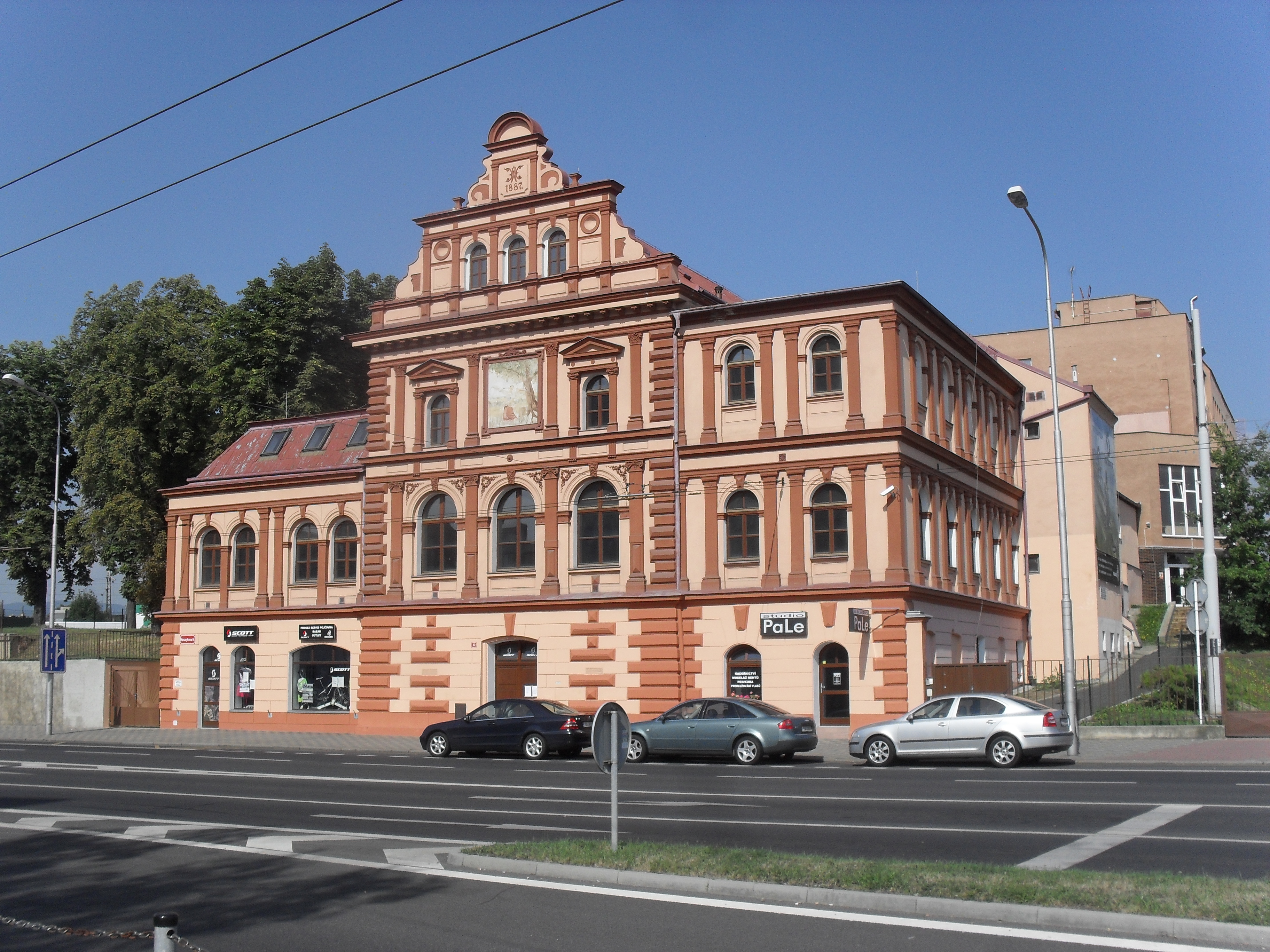
Společenský dům, tzv. Ritterburg

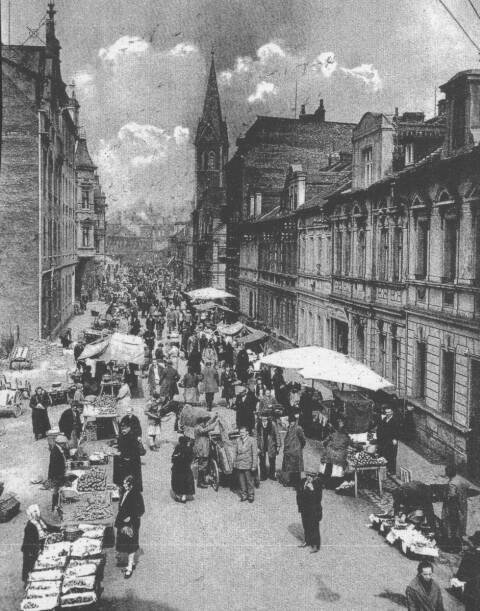
Trh na někdejší Císařské, dnes Masarykově třídě roku 1930. Domy po pravé straně již neexistují

Teprve dodatečně vznikaly školy, kostely a další veřejné vybavení. Středem Trnovan procházela úzkorozchodná tramvajová trať spojující Dubí s Teplicemi.

### Novodobé dějiny
Od října 1932 do 11. dubna 1934 byl v Trnovanech v provozu hnědouhelný důl Alžběta majitelky Elišky Rendlové. V roce 1933 v něm pracovalo sedmnáct dělníků a za první dva roky těžby v něm bylo vyprodukováno 8 392 tun uhlí. Po uzavření provozu dělníci přešli na nový důl Alžběta v Srbicích.
V letech 1938 až 1945 byly Trnovany (v důsledku uzavření Mnichovské dohody) přičleněny k nacistickému Německu.
V osmdesátých letech 20. století byla převážná část původní zástavby na sever od Masarykovy třídy demolována, aby ustoupila nově budovanému panelovému sídlišti. Již v roce 1973 zanikl  Kristův kostel, zvaný zelený, vzácná secesní stavba od drážďanských architektů Schillinga a Gräbnera. V osmdesátých letech   také například rohový dům café Lípa, který stával v sousedství kostela Nejsvětějšího Srdce Páně, tzv. Červeného kostela.
V Trnovanech se nachází sídlo společnosti Severočeské vodovody a kanalizace, pobočka McDonald's, obchodní domy Kaufland, Penny Market, Billa a další.

## Obyvatelstvo
| | 1869  | 1880  | 1890  | 1900   | 1910   | 1921   | 1930   | 1950   | 1961   | 1970   | 1980   | 1991   | 2001   | 2011   | 2021   |
| --- | ----- | ----- | ----- | ------ | ------ | ------ | ------ | ------ | ------ | ------ | ------ | ------ | ------ | ------ | ------ |
| Obyvatelé | 1 484 | 2 863 | 5 666 | 12 405 | 15 086 | 15 485 | 16 551 | 11 280 | 12 055 | 13 958 | 17 770 | 21 363 | 20 104 | 19 123 | 18 502 |
| Domy | 132   | 194   | 341   | 670    | 808    | 876    | 1 147  | 1 255  | —      | 1 102  | 1 056  | 1 110  | 1 096  | 1 205  | 1 259  |
| Tabulka v období 1961 až 2001 obsahuje údaje městské části Šanov a počet domů z roku 1961 je zahrnut v domech místní části Teplice. |       |       |       |        |        |        |        |        |        |        |        |        |        |        |        |

## Obecní správa
Na město byly Trnovany povýšeny až v roce 1910.
Při sčítání lidu v letech 1869–1900 Trnovany byly samostatnou obcí a v letech  1910–1930 městem, se kterým patřily nejprve do okresu Teplice, ale v letech 1921–1930 v okrese Teplice-Šanov. Ztratily tak svou samostatnost a od roku 1947 jsou částí statutárního města Teplice ve stejnojmenném okrese.

## Osobnosti
- Marie Švermová (1902–1992), politička
- Jan Miřejovský (1911–1984), duchovní
- Adolf Kořínek (* 1920), politik